# أحمد اللبلي
أحْمَد بن يُوسُف بن علي بن يُوسُف اللَّبْلِيُّ المعروف بأحمد اللبلي (ولد 613 هـ وفي رواية 623 هـ، لبلة - توفي 691 هـ تونس ) هو فقيه ومقرئ ونحوي ولغوي أندلسي.

## مؤلفاته
من أبرز مؤلفاته:
- الإعلام بحدود قَوَاعِد الْكَلَام فِي الْمنطق.
- بغية الآمال بِمَعْرِِفَة النُّطْق بِجَمِيعِ مستقبلات الأفعال فِي اللُّغَة.
- تحفة الْمجد الصَّرِيح فِي شرح كتاب الفصيح لثعلب فِي اللُّغَة.
- رفع التلبيس عَن معرفَة التَّجْنِيس.
- شرح أدب الْكَاتِب.
- عقيدة الْمُؤمن فِي علم الْكَلَام.
- مستقبلات الأفعال.
- وشى الْحلَل فِي شرح أبيات الْجمل فِي النَّحْو وَغير ذَلِك.